# جوني مارشال
جوني مارشال (بالإنجليزية: Johnny Marshall)‏ هو لاعب كرة قدم أمريكية أمريكي، ولد في 14 يونيو 1904 في جاكسونفيل في الولايات المتحدة، وتوفي في 7 نوفمبر 1977 في بوسطن في الولايات المتحدة.